# Håkan Bråkan & Josef
Håkan Bråkan & Josef är en svensk komedifilm som hade biopremiär i Sverige den 8 oktober 2004, regisserad av Erik Leijonborg och baserad på Anders Jacobssons och Sören Olssons verk om Håkan, som i sin tur är en spinoff skapad ur deras egen serie om Sune. Filmen är också en uppföljare till 2003 års julkalender; Håkan Bråkan, med i största del samma skådespelare i huvudrollerna.

## Handling
Under skolavslutningen väntar yngste sonen i familjen Andersson, 8-årige Håkan, på sina föräldrar, vilka dock är på väg till sjukhuset i full fart, för att mamma Karin ska föda en lillebror. Men Håkan får istället en lillasyster, Isabelle.
Nu blir det ännu mer rörigt i den stora familjen Andersson, och Håkan känner sig försummad. Föräldrarna funderar på att köpa ett större hus och flytta, vilket får deras ensamstående granne Ragnar att bli i närmase panikslagen eftersom han är socialt helt beroende av dem.
När Håkan fyller år får han en sköldpadda i present. Sköldpaddan får namnet Josef. Josef och Håkan blir efter en dålig start tillsammans väldigt goda vänner. Josef talar om för Håkan att han ska göra en sak för att få allt bra: rymma hemifrån. Detta håller dock på att sluta med en olycka.

## Rollista (i urval)
- Axel Skogberg - Håkan
- Jonas Karlsson - Josef
- Leo Holm - Sune
- Per Svensson - Rudolf
- Tintin Anderzon - Karin
- Emma Engström - Anna
- Ella Widmark - Isabelle
- Johan Rheborg - Ragnar
- Petter Westerlund - Ronny
- Henrik Hjelt - Larsa
- Rolf Skoglund - Expedit i zooaffär
- Miranda Nord - Sophie
- Bisse Unger - Pär
- Henrik Lundström - Ludde
- Adam Pålsson - Hugo
- Rachel Mohlin - Körledare

## Produktion
Inspelningen inleddes i Stockholmstrakterna i slutet av augusti 2003 för att senare fortsätta i Trollhättan.

## Soundtrack
Originalmusiken från filmen utkom 2004 på CD.

## Hemvideo
Filmen släpptes 2005 på DVD och VHS  och släpptes 2011 även i den så kallade "Håkan Bråkan-boxen", bestående av TV-serien "Håkan Bråkan" samt filmen "Håkan Bråkan & Josef".